# Коле Чашуле
Никола Коле Чашуле (Прилеп, 2. март 1921 — Скопље, 22. септембар 2009) је био македонски писац, драматург, новинар, политичар и дипломата.

## Биографија
Рођен као Никола Кепев, четврто дете у породици Стеве и Илије Кепеви, 1925. усваја га његов стриц Илије Чашуле. Основну школу и нижу државну гимназију завршава у Прилепу, а државну реалну гимназију у Битољу. Године 1938. уписује студије медицине у Београду које ће се прекинути у априлу 1941. године због почетка рата у Југославији. 
Коле Чашуле са партизанским одредом подиже македонски устанак против бугарских окупатора 11. октобра 1941. године у свом родном граду Прилепу. 
У Скопљу је био у фашистичком затвору за време рата.
После рата уређивао је више листова (Народни војник, Трудбеник, Нова Македонија) и часописа (Нови Дан и Савременост, главни и одговорни уредник Разгледи). Такође, био је главни уредник (од 1945) па директор радио Скопља, управник „Македонског народног позоришта”. Један је од оснивача „Удружења књижевника Македоније” и једно време је био њен председник. Био је члан „Македонског ПЕН центра” и „Македонске академије наука и уметности”. У дипломатској служби, био је генерални конзул СФРЈ у Торонту (1952-1956), затим амбасадор у Боливији, Перуу и Бразилу.
У својим књижевним делима даје хронику Прлепа, града хероја и његових људи у последњих осамдесетак година, у домовини, у политичкој емиграцији и у печалби, у току рата и мира. Дела су превођена на све језике народа и народности у бившој СФРЈ, али и на бројне друге језике.
1984. године изабран је за председника Савеза књижевника Југославије.

## Филмографија

### Сценариста
|                          | 1940 | 1950 | 1960 | 1970 | Укупно |
| ------------------------ | ---- | ---- | ---- | ---- | ------ |
| Дугометражни филм        | 0    | 0    | 2    | 0    | 2      |
| ТВ филм                  | 0    | 0    | 1    | 2    | 3      |
| Кратки филм              | 0    | 0    | 1    | 0    | 1      |
| Кратки документарни филм | 2    | 0    | 2    | 0    | 4      |
| Укупно                   | 2    | 0    | 6    | 2    | 10     |

| Год.     | Назив                                             | Улога \|- style="background: Lavender; text-align:center; " | 1940.-те | 1940.-те | 1940.-те | 1940.-те |
| 1947.    | Во избори со нови победи Кратки документарни филм | /                                                           |          |          |          |          |
| 1948.    | Македонија Кратки документарни филм               | /                                                           |          |          |          |          |
| 1960.-те |                                                   |                                                             |          |          |          |          |
| 1961.    | Последњи патувања Кратки документарни филм        | /                                                           |          |          |          |          |
| 1961.    | Изморениот ратник Кратки документарни филм        | /                                                           |          |          |          |          |
| 1963.    | Невољите на покојниот К.К Кратки филм             | /                                                           |          |          |          |          |
| 1965.    | Дани искушења                                     | /                                                           |          |          |          |          |
| 1968.    | Вук са Проклетија                                 | /                                                           |          |          |          |          |
| 1969.    | Антича ТВ филм                                    | /                                                           |          |          |          |          |
| 1970.-те |                                                   |                                                             |          |          |          |          |
| 1971.    | Земјаци ТВ филм                                   | /                                                           |          |          |          |          |
| 1972.    | Вртлог ТВ филм                                    | /                                                           |          |          |          |          |

### Редитељ
| Год.  | Назив                                             | Улога \|- style="background: Lavender; text-align:center; " | 1940.-те | 1940.-те | 1940.-те | 1940.-те |
| 1947. | Во избори со нови победи Кратки документарни филм | /                                                           |          |          |          |          |

## Књижевна дела

### Драме
- „Вејка на ветрот”
- „Црнила”
- „Вител”
- „Житолуб”

### Романи
- „Простум” (1970)
- „Премреже” (1977)